# 安德烈·马尔罗广场

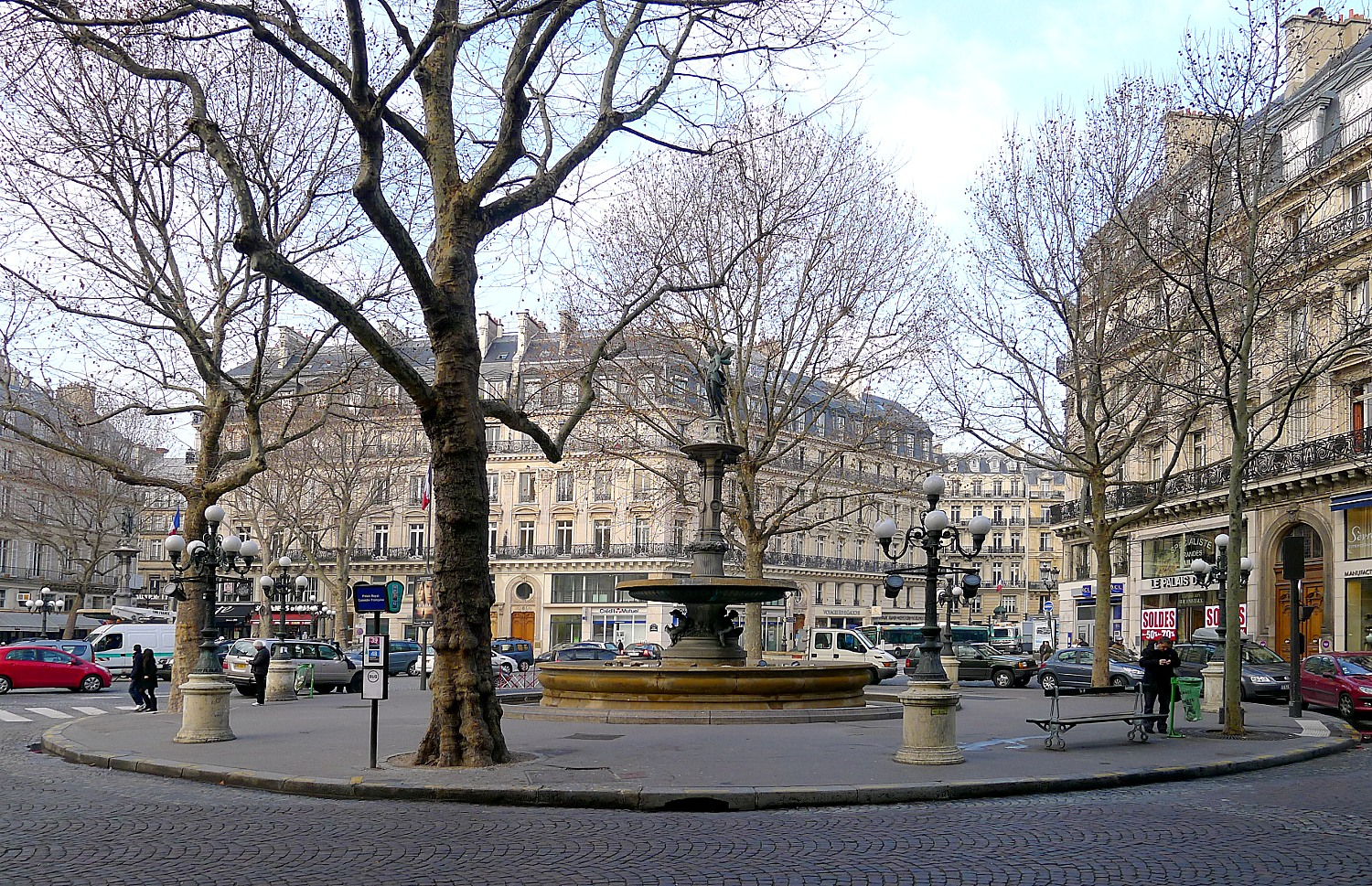

安德烈·马尔罗广场（Place André-Malraux）是巴黎第一区的一个广场。长70米，宽67米。 歌剧院大街（Avenue de l'Opéra）、圣奥诺雷路（Rue Saint-Honoré） 、黎塞留路（Rue de Richelieu）、rue de Montpensier、科萊特广场（place Colette）交汇于此。

## 名称

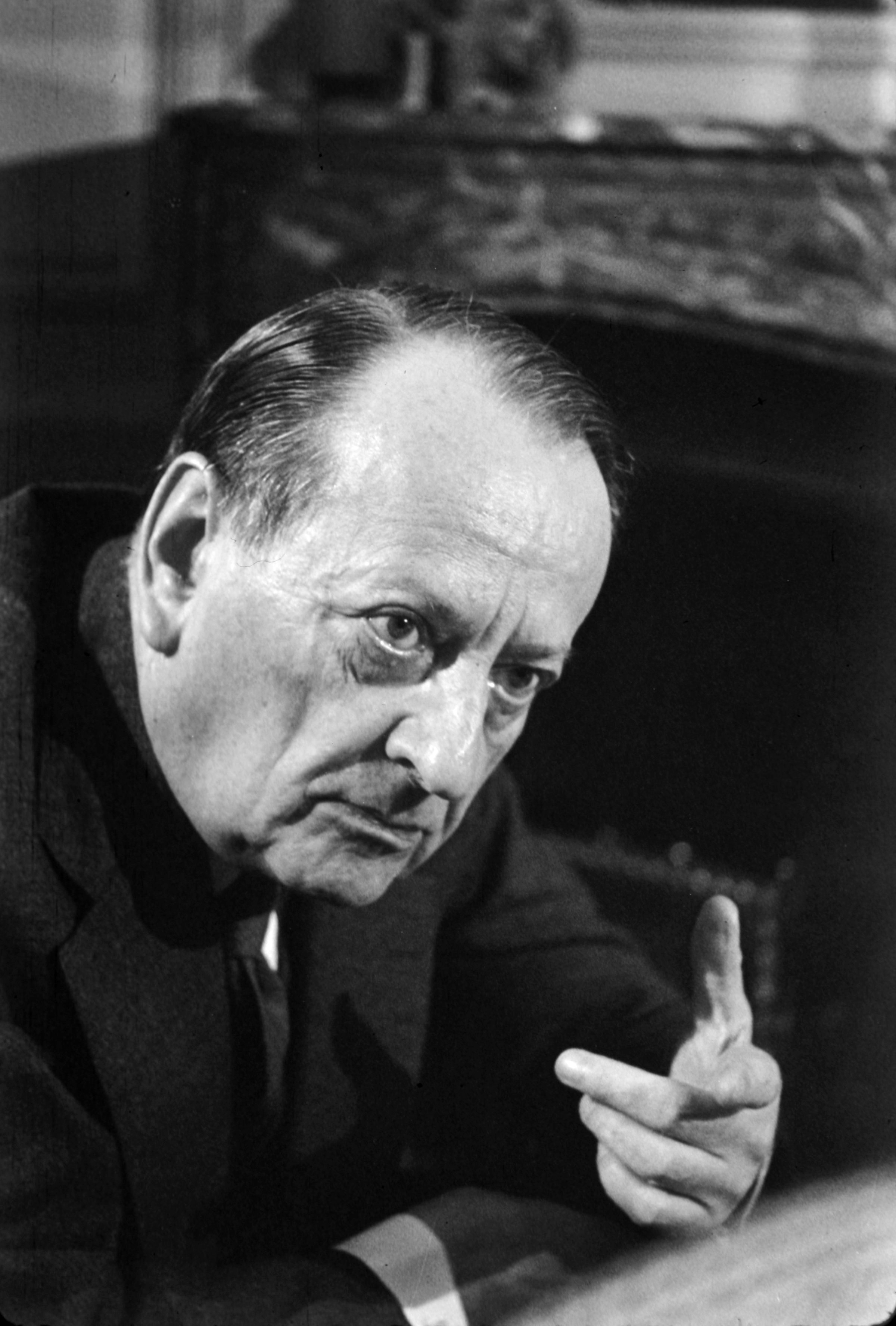
安德烈·马尔罗

广场得名于法国作家安德烈·马尔罗 (1901-1976)。

## 历史

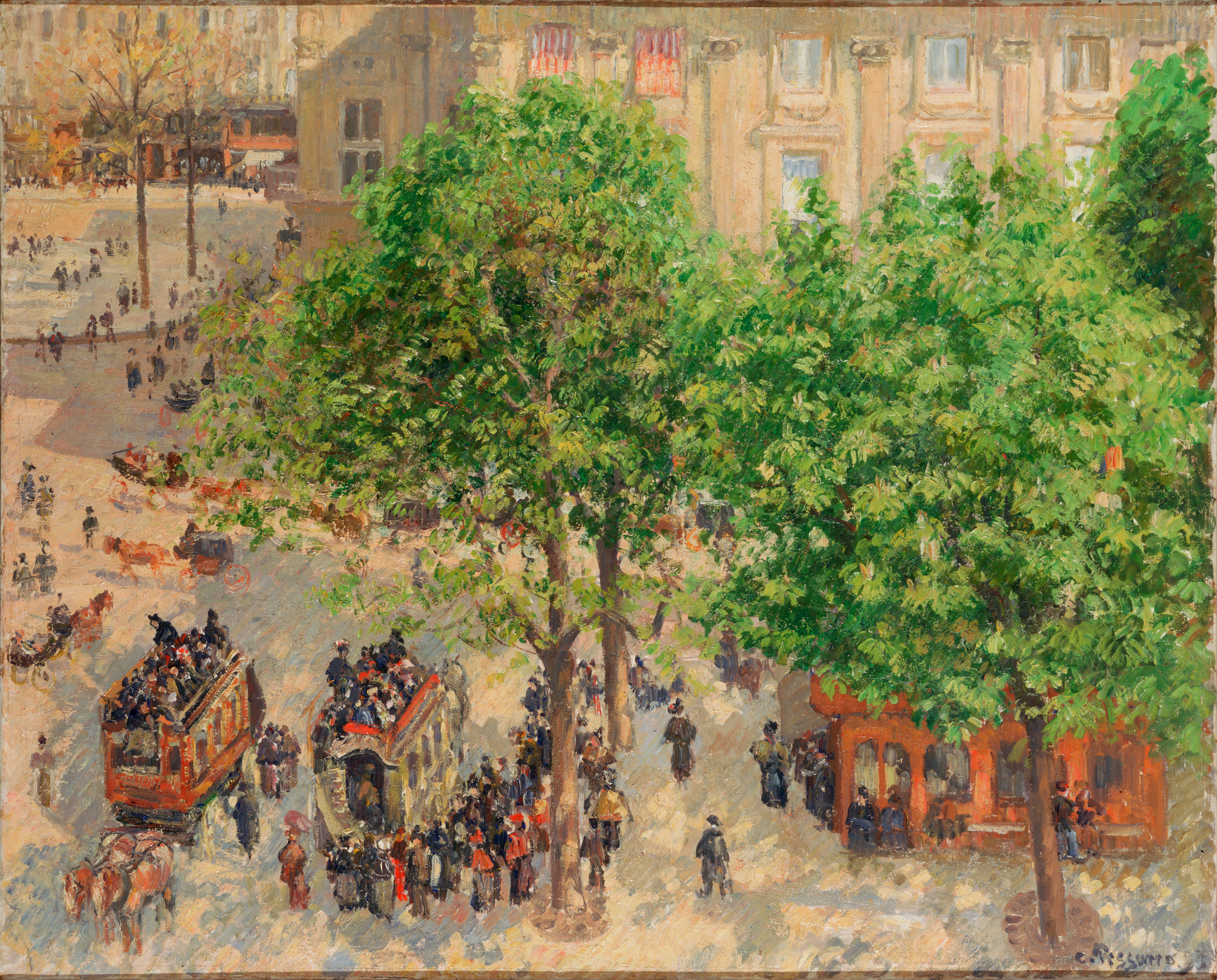
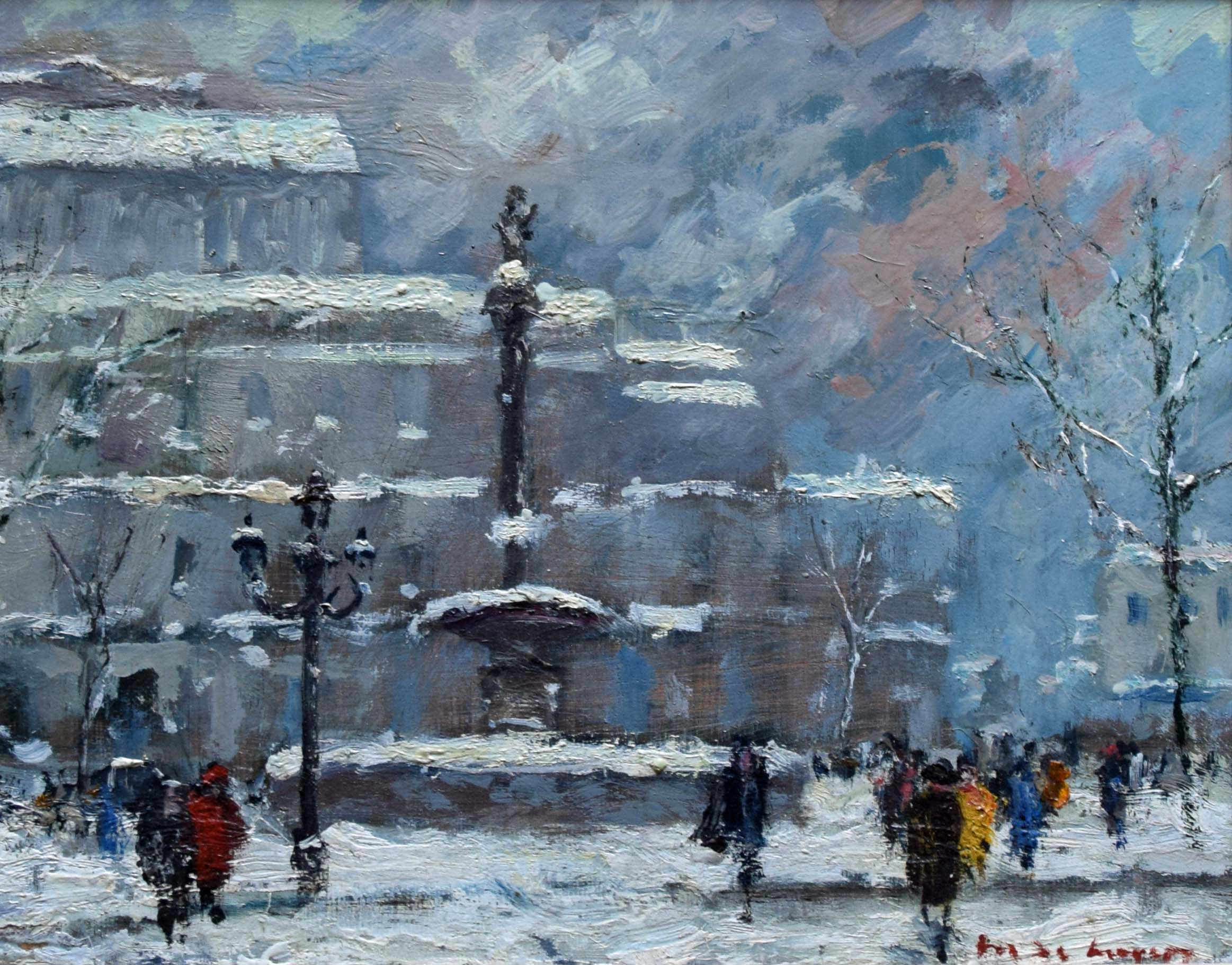
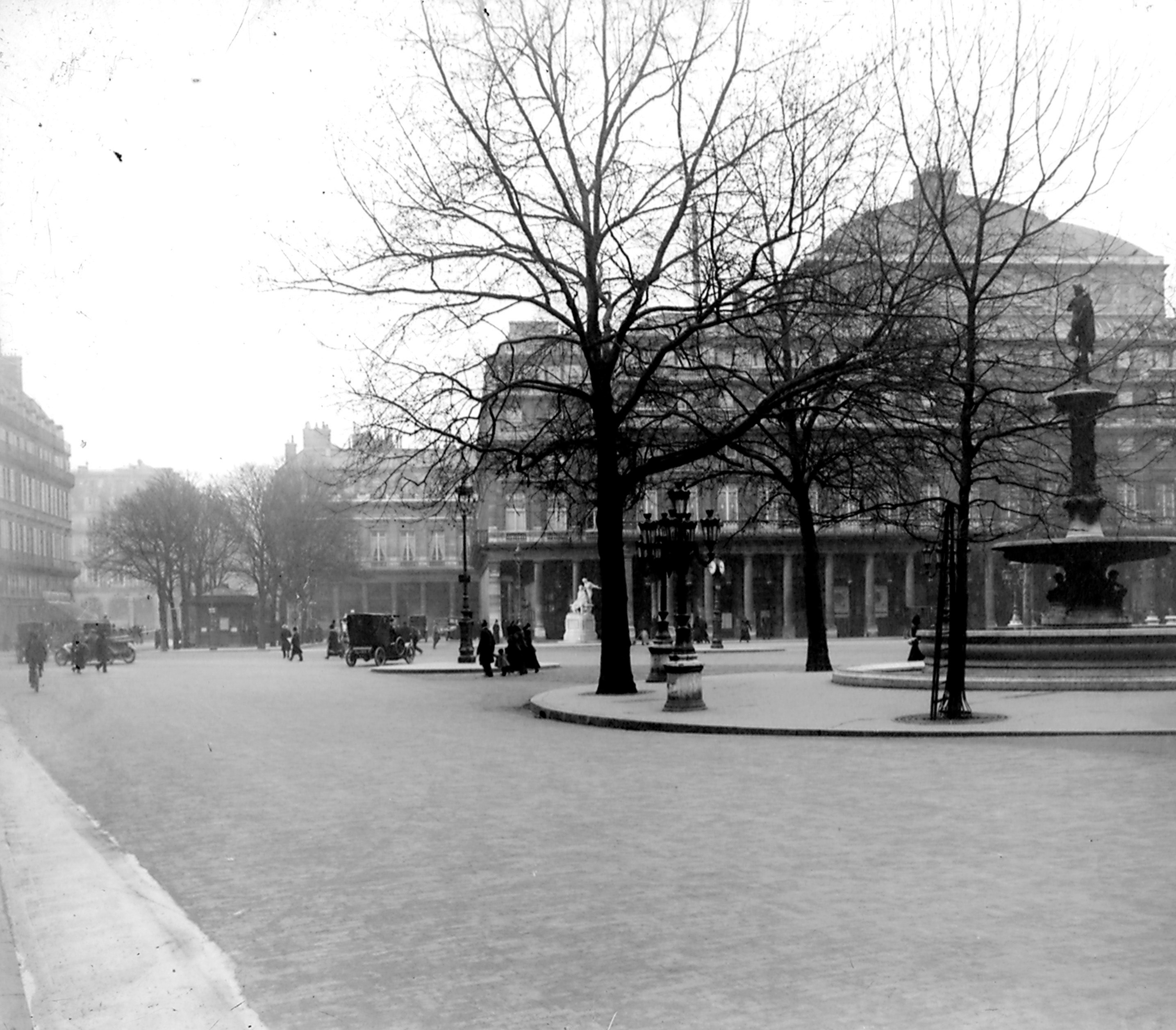